# 1884
1884 (MDCCCLXXXIV) je bilo prestopno leto, ki se je po gregorijanskem koledarju začelo na torek, po 12 dni počasnejšem julijanskem koledarju pa na nedeljo.

## Dogodki
- 5. julij - Nemško cesarstvo zasede Kamerun.
- 5. avgust - položen je temeljni kamen za kip svobode.
- 22. oktober - delegati na Mednarodni poldnevniški konferenci sprejmejo dogovor o ničelnem poldnevniku.

## Rojstva
- 26. januar - Edward Sapir, nemško-ameriški antropolog in lingvist († 1939)
- 28. januar - Auguste Picard, švicarski izumitelj († 1962)
- 28. januar - Jean-Felix Picard, švicarski znanstvenik, balonar († 1963)
- 24. marec - Peter Joseph William Debye, nizozemsko-ameriški fizik, kemik († 1966)
- 31. marec - Adriaan van Maanen, nizozemsko-ameriški astronom († 1946)
- 8. maj - Harry S. Truman, ameriški predsednik († 1972)
- 13. junij - Étienne Gilson, francoski krščanski filozof († 1978)
- 27. junij - Gaston Bachelard, francoski filozof († 1962)
- 20. avgust - Rudolf Bultmann, nemški teolog († 1976)
- 3. september - Solomon Lefschetz, ameriški matematik († 1972)
- 11. oktober - Friedrich Bergius, nemški kemik in Nobelov nagrajenec za kemijo († 1949)
- 22. november - Jovan Hadži, slovenski biolog († 1972)

## Smrti
- 6. januar - Gregor Mendel, avstrijski avguštniski menih, znanstvenik in pionir genetskih raziskav (* 1822)
- 26. marec - Jovan Vesel Koseski, slovenski pravnik in pesnik (* 1798)
- 12. maj - Bedřich Smetana, češki skladatelj (* 1824)
- 13. maj - Cyrus Hall McCormick, ameriški izumitelj (* 1809)
- 16. maj - Ignac Kristijanović, hrvaški pisatelj, prevajalec (* 1796)
- 2. junij - Orville Elias Babcock, ameriški general in inženir (* 1835)